# КНДР на Паралимпийских играх
КНДР на Паралимпийских играх впервые приняла участие в 2012 году на летних Играх в Лондоне, и с тех пор принимает участие на всех летних Играх (за исключением Игр 2020 года). На зимних Играх КНДР участвует начиная с Игр 2018 года (за исключением Игр 2022 года).
Медалей на Играх спортсмены КНДР пока не завоевали.